# Andreas Landgren
Sven Andreas Landgren (Helsingborg, 17 marzo 1989) è un ex calciatore svedese, di ruolo difensore o centrocampista.

## Carriera

### Club

#### Helsingborg
Figlio dell'ex calciatore dell'Helsingborg Sven-Åke Landgren, dopo aver fatto la trafila delle giovanili debuttò nel 2006 nell'Allsvenskan, venendo promosso in prima squadra nel 2006. Iniziò a giocare nel 1995 nelle file del Helsingborg. Giocò anche nelle nazionali giovanili svedesi di cui divenne capitano. Il 26 ottobre dello stesso anno fece il suo debutto nell'Allsvenskan, nella vittoria esterna per 4-2 contro il Kalmar FF. In seguito si stabilì nella squadra ma come giovane riserva venne poco utilizzato. Il 2008 fu l'anno del debutto nell'Under-21 svedese, la sua prima partita la disputò ad agosto contro i pari età finlandesi e terminò 1-1. Fece poi un tour in nordamerica con la squadra maggiore.

#### Udinese
L'11 gennaio 2010 l'Udinese rese ufficiale il suo arrivo dall'Helsingborg. Il 16 gennaio 2010, giocò la sua prima gara con la squadra primavera della squadra friulana. Passò poi in prestito agli olandesi del Willem II.

#### Fredrikstad e ritorno in patria
Nel mese di luglio 2011, passò in prestito dall'Udinese ai norvegesi del Fredrikstad. Successivamente, il Fredrikstad acquistò il cartellino del giocatore a titolo definitivo. Il 2 aprile 2013, passò in prestito all'Halmstad, tornando così a giocare nel campionato svedese.
Il 22 gennaio 2014, tornò definitivamente all'Helsingborg, anche se quell'anno fu costretto a saltare l'intera Allsvenskan 2014 a causa di un grave infortunio al legamento crociato del ginocchio sinistro occorsogli nel precampionato. Ristabilitosi, rimase in squadra anche quando i rossoblu sono retrocessi in Superettan al termine della stagione 2016. Nell'agosto del 2019 si ruppe il legamento crociato dello stesso ginocchio sinistro operato cinque anni prima, e fu così costretto ad una nuova lunga assenza, durata più di un anno. Dopo aver disputato sole 6 gare di campionato nell'arco di un biennio (tra l'Allsvenskan 2022 e la Superettan 2023), nel novembre 2023 comunicò la decisione di ritirarsi dal calcio giocato.

### Nazionale
Nel gennaio del 2009 esordì con la nazionale maggiore contro il Messico entrando al 75' della partita, che finì 1 a 0 per la Svezia. Nello stesso anno giocò nei campionati europei di categoria Under-21, organizzati proprio dalla Svezia, e fu uno dei pochi giocatori con esperienza nella selezione maggiore. La squadra arrivò fino alle semifinali dove venne sconfitta dall'Inghilterra.

## Palmarès

### Club

#### Competizioni nazionali
- Coppa di Svezia: 1

Helsingborg: 2010
- Superettan: 1

Helsingborg: 2018